# Electra indica
Electra indica är en mossdjursart som beskrevs av Menon och Nair 1975. Electra indica ingår i släktet Electra och familjen Electridae. Inga underarter finns listade i Catalogue of Life.